# 五氟化锇
五氟化锇是一种无机化合物，化学式 OsF5。它是一种青色的固体。和钌，铑和铱的五氟化物一样，OsF5 在固态是以四聚体的形式存在的。

## 制备
五氟化锇可以由碘来还原六氟化锇而成:
10 OsF6 +  I2  →   10 OsF5 +  2 IF5